# Aleksandr Daszkow
Aleksander Daszkow (ur. ?, zm. 1733) – rosyjski dyplomata.
W latach 1712–1718 rezydent Rosji w Warszawie. W 1716 Daszkow i poseł rosyjski Grzegorz Dołgorukow mediowali między królem Augustem II Mocnym a konfederatami tarnogrodzkimi, którzy jesienią zaczęli atakować wojska saskie feldmarszałka Jakoba Flemminga. Rosyjscy dyplomaci podjęli się tej mediacji na prośbę konfederatów.
W latach 1719–1721 Daszkow był rezydentem w Konstantynopolu, od 1720 w randze posła (envoyé).

## Literatura
- Amburger I., Behördenorganisation Russlands.